# Ojmjakon
Ojmjakon (Russisch: Оймякон, Jakoets: Өймөкөөн; Öjmököön) is een Russisch dorpje (selo) in het Hoogland van Ojmjakon in de riviervallei van de Indigirka op 741 meter hoogte. Het ligt in het noordoosten van de Russische autonome republiek Jakoetië op de permafrost van Oost-Siberië op ongeveer 640 kilometer ten noorden van Jakoetsk en 612 kilometer ten zuiden van Oest-Nera tussen het Verchojanskgebergte en het Tsjerskigebergte.
De plaats had 521 inwoners per 1 januari 2001 en vormt het bestuurlijk centrum van de nasleg 1e Borogonski (Борогонский 1-й) van de oeloes Ojmjakonski. Onder het bestuur van de nasleg vallen verder de dorpen Bereg-Joerdja (7 km afstand) en Chara-Toemoel (3 km afstand).
De naam Ojmjakon is Jakoets voor niet bevriezend water, in verband met een natuurlijke warmwaterbron die zich hier bevindt.
In het dorp bevindt zich de sovchoz Omjakon, waar rendieren worden gehouden. Ook wordt er vis en bont verhandeld. Op 135 kilometer ten zuidwesten van de plaats ligt de berg Moes Chaja (2.959 meter), het hoogste punt van het Verchojanskgebergte.

## Geografie en klimaat
Ondanks zijn niet bijzonder noordelijke ligging claimt Ojmjakon de koudepool van alle constant bewoonde gebieden ter wereld te zijn en de koudste plaats van het Noordelijk halfrond. Doordat het hoogland namelijk in het zuiden ook wordt afgesloten door een bergrug, kunnen warme luchtmassa's de plaats niet bereiken en de gemiddelde januaritemperatuur van −50 °C maakt de plaats tot de koudste van het noordelijk halfrond. Het meetstation 'Ojmjakon' bevindt zich echter niet bij Ojmjakon, maar bij het 30 kilometer zuidoostelijker gelegen Tomtor en er is al sinds jaar en dag onenigheid tussen Tomtor en Ojmjakon over wie de temperatuurrecords mag claimen die in het meetstation worden behaald. De beide plaatsen hebben al eens een conflict gehad over een monument dat de koudste plek zou moeten aangeven. Verchojansk claimt eveneens de koudepool van het noordelijk halfrond te zijn en heeft hierin voorlopig gelijk gekregen van de Jakoetische overheid (−67,8 °C voor Verchojansk tegen −67,7 °C voor Ojmjakon).

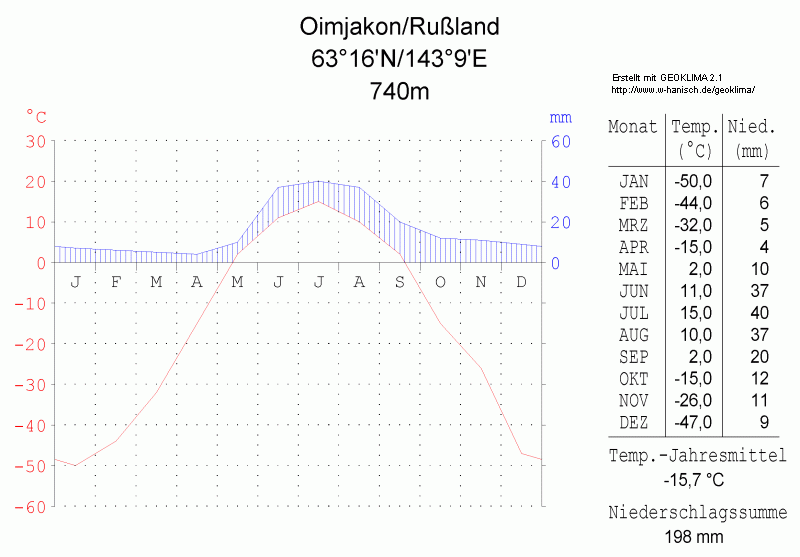
Klimaatdiagram (Duits)

De laagste temperatuur die officieel werd gemeten in het weerstation was volgens opgave van sovjet-Russische meteorologen −67,7 °C, op 6 februari 1933. In Verchojansk zou in 1885 of 1892 volgens verschillende bronnen een temperatuur van −67,8 °C zijn gemeten. In die tijd werden er echter geen metingen in Ojmjakon verricht. Op het gedenkbord bij Ojmjakon staat echter −71,2 °C (in 1924), een temperatuur die onofficieel door wetenschapper Sergej Obroetsjev werd gemeld. In 1916 werd zelfs een temperatuur van −81,2 °C gemeld, maar deze wordt niet officieel erkend.
In de zomer wordt de 30 °C regelmatig overschreden, zodat er een verschil van bijna 100 °C kan zijn. Het klimaat is vrij droog, en de meeste neerslag valt in de zomer. De grond is permanent bevroren (permafrost), in augustus is hooguit de bovenste 15 cm ontdooid.
Bij Ojmjakon komen vaak sterke koude hogedrukgebieden voor. 

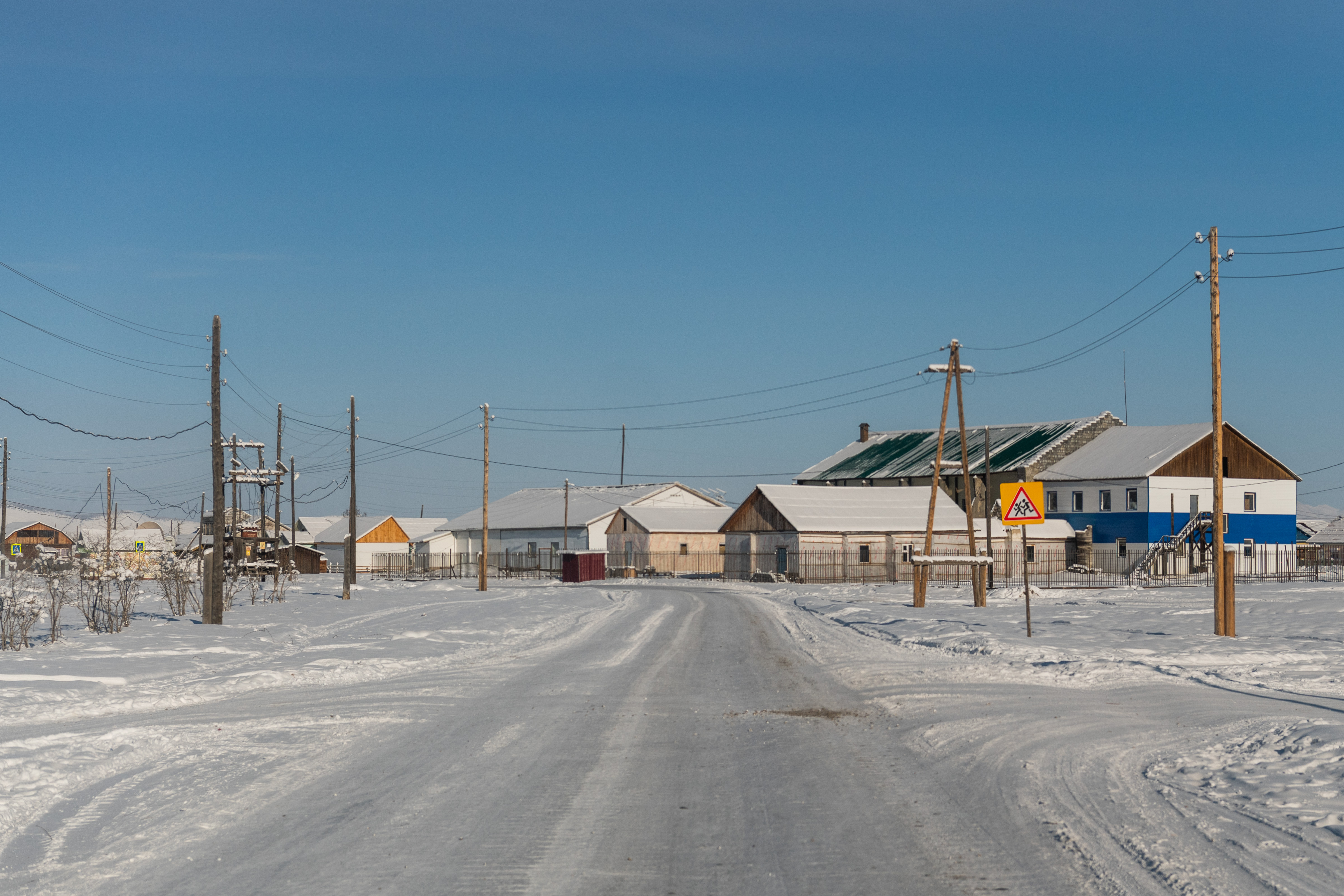
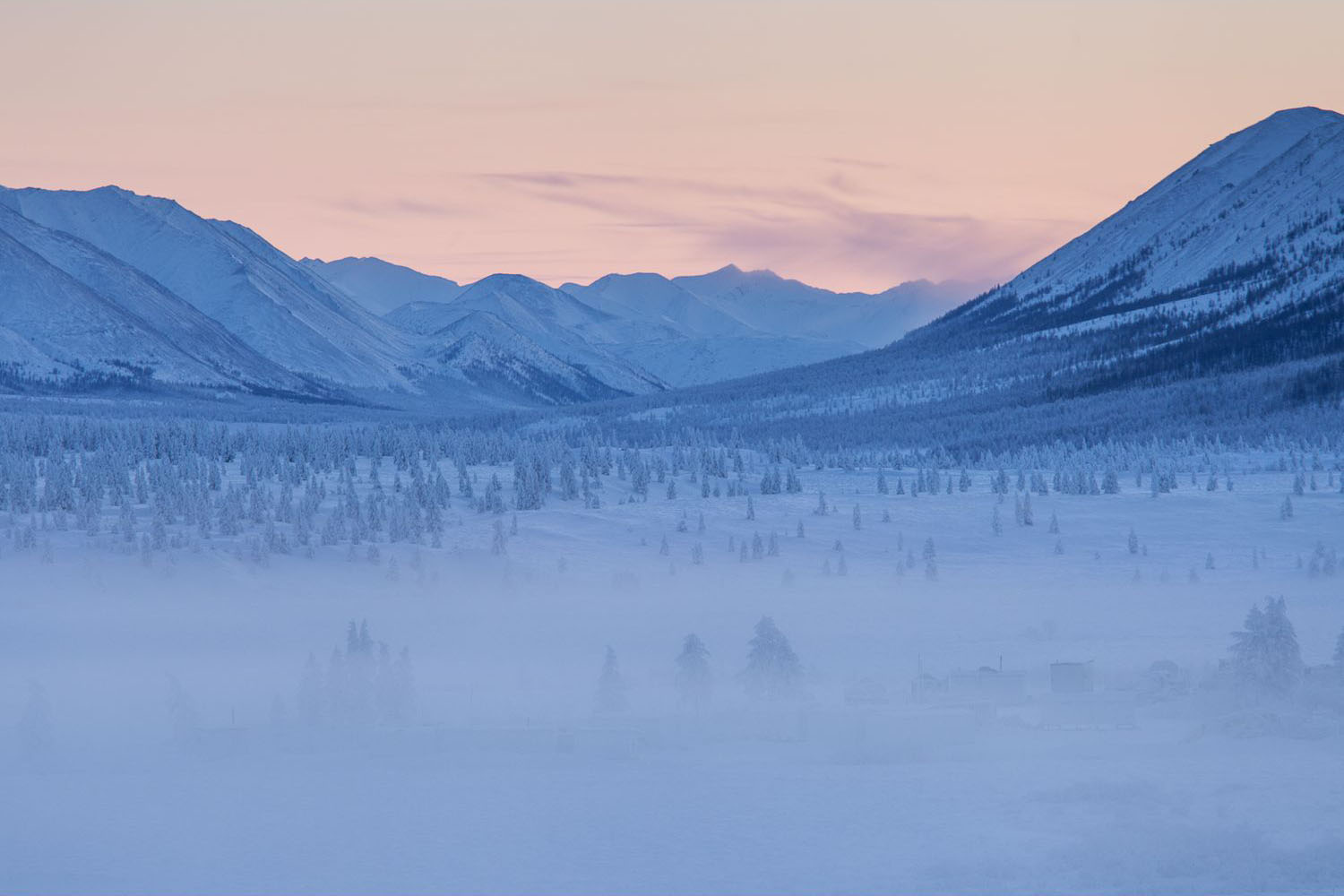
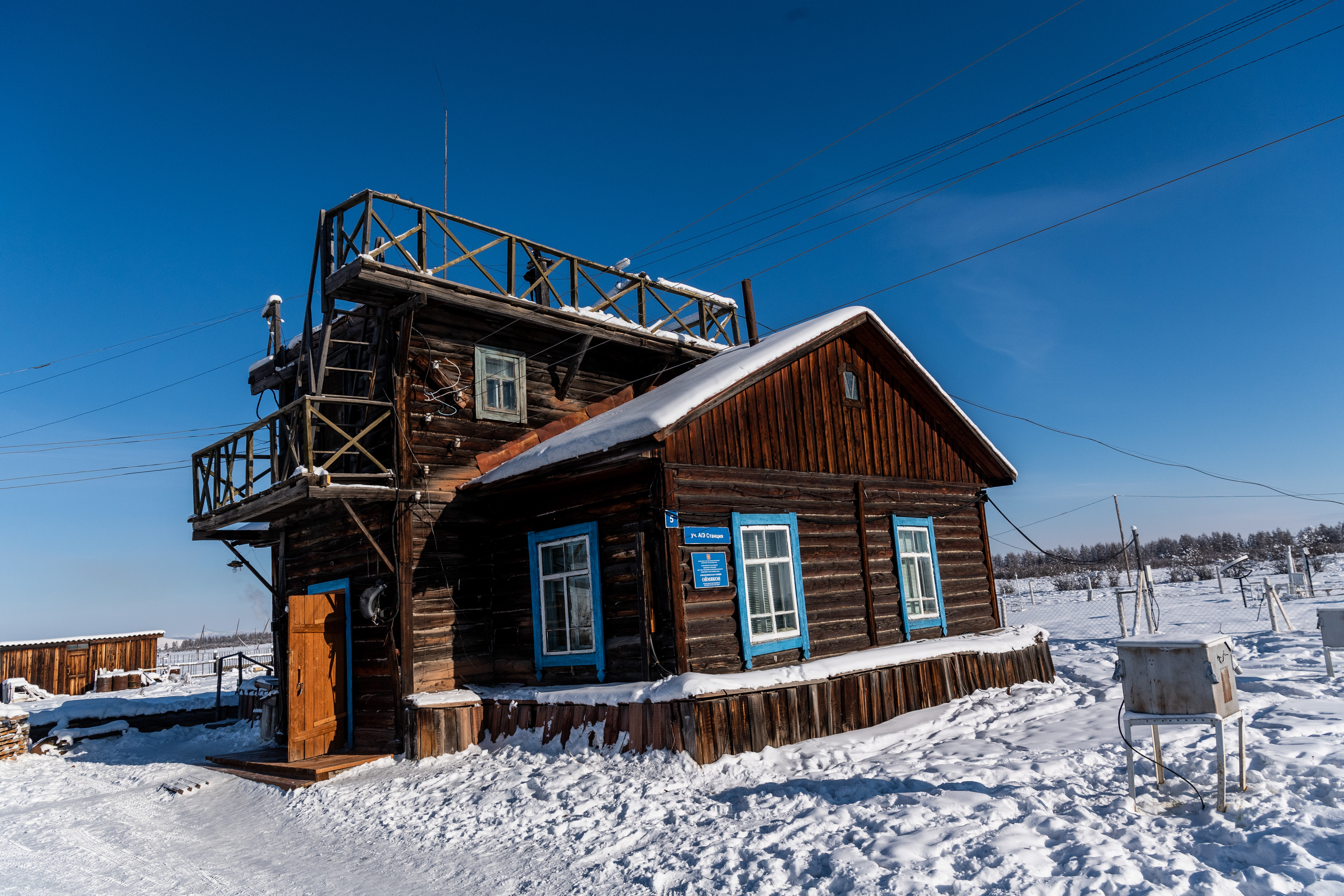
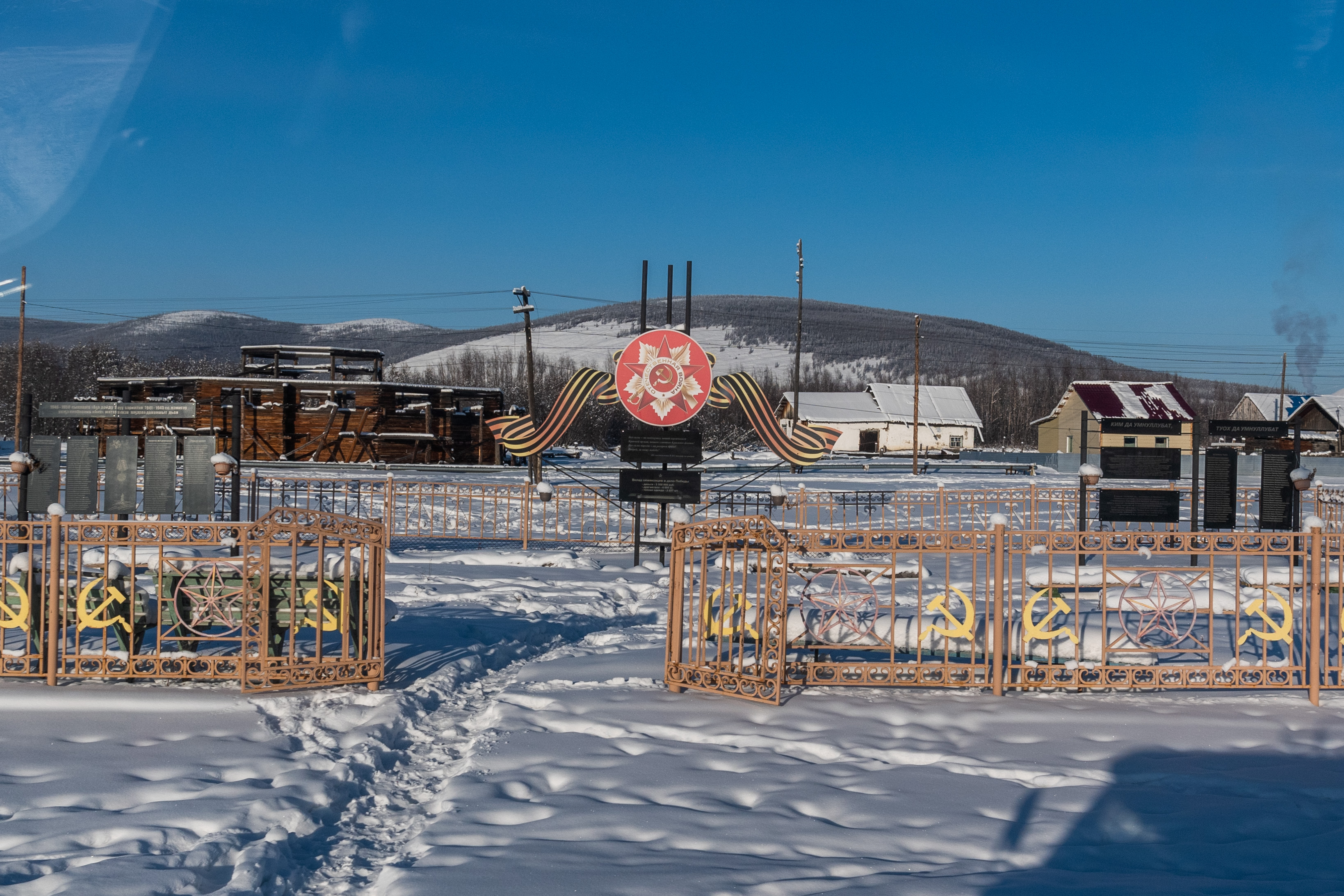
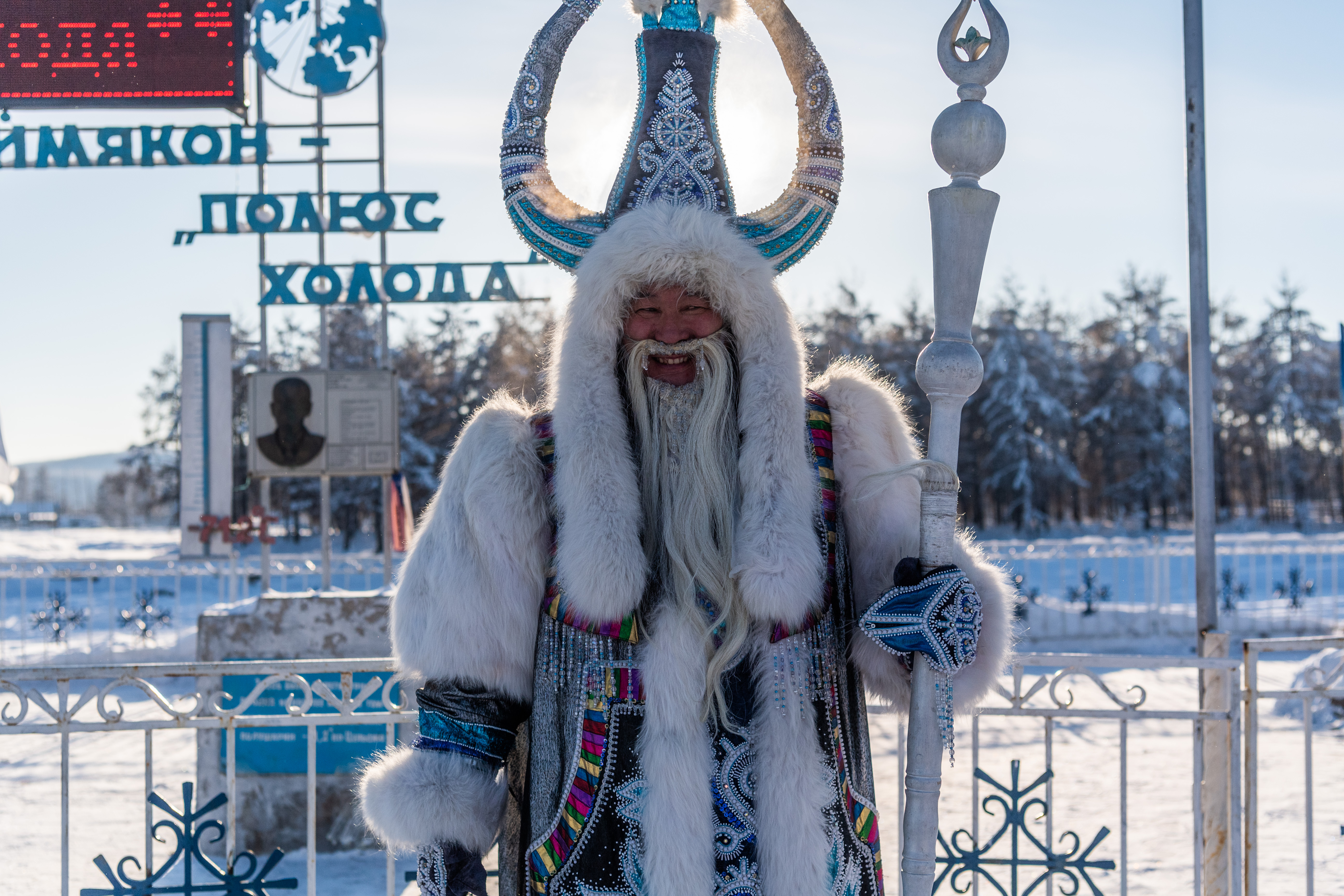
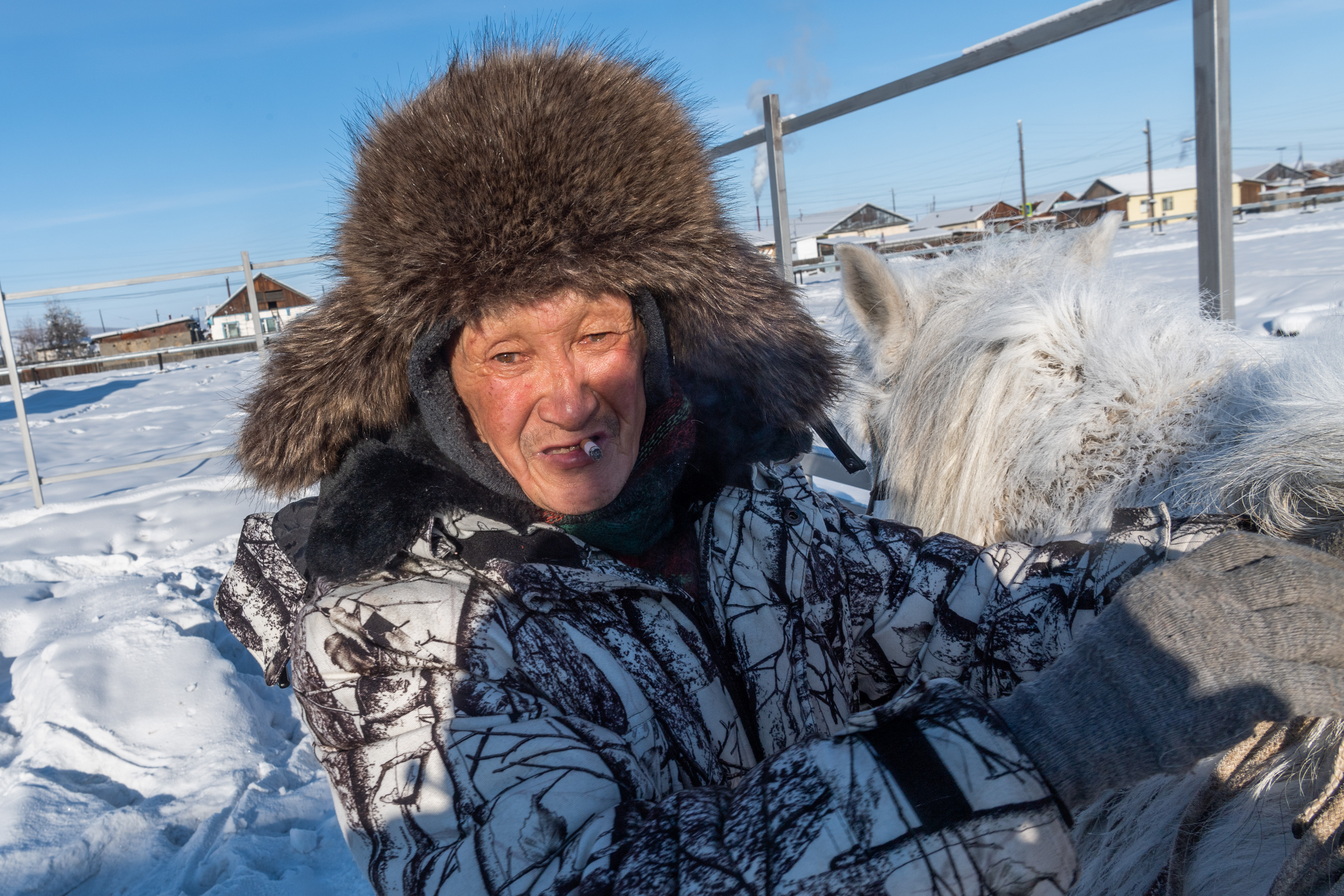

| Maand                       | jan   | feb   | mrt   | apr   | mei   | jun  | jul  | aug   | sep   | okt   | nov   | dec   | Jaar  |
| --------------------------- | ----- | ----- | ----- | ----- | ----- | ---- | ---- | ----- | ----- | ----- | ----- | ----- | ----- |
| Hoogste maximum (°C)        | −16,6 | −16,2 | 2,0   | 11,7  | 26,2  | 31,1 | 33,3 | 31,4  | 23,7  | 11,8  | −2,1  | −6,5  | 33,3  |
| Gemiddeld maximum (°C)      | −42,6 | −36,2 | −22,0 | −4,8  | 7,9   | 18,7 | 21,6 | 18,4  | 8,9   | −10,0 | −32,4 | −42,2 | −7,9  |
| Gemiddelde temperatuur (°C) | −47,0 | −42,9 | −32,3 | −14,4 | 2,0   | 11,5 | 13,8 | 10,0  | 1,7   | −16,2 | −37,2 | −45,6 | −16,4 |
| Gemiddeld minimum (°C)      | −51,2 | −48,2 | −41,3 | −25,2 | −6,1  | 2,7  | 5,0  | 1,7   | −4,9  | −22,0 | −41,3 | −49,3 | −23,2 |
| Laagste minimum (°C)        | −65,4 | −64,5 | −60,6 | −46,4 | −28,9 | −9,5 | −9,3 | −17,1 | −25,3 | −47,6 | −58,5 | −62,8 | −65,4 |
|                             |       |       |       |       |       |      |      |       |       |       |       |       |       |
| Neerslag (mm)               | 9     | 8     | 5     | 7     | 12    | 32   | 51   | 39    | 22    | 17    | 12    | 10    | 224   |
| Bron:                       |       |       |       |       |       |      |      |       |       |       |       |       |       |